# Бекім Беріша
Бекім Беріша (алб. Bekim Berisha, хорв. Bekim Beriša; нар. 15 червня 1966, Грабовац, біля Печа — пом. 10 серпня 1998, Юнік) — косовський солдат, який здобув популярність під час югославських війн. Служив у хорватській армії під час хорватської війни за незалежність. Згодом воював у боснійській армії, а потім і в Армії визволення Косова (АВК), де мав звання генерала. Убитий у 1998 році під час битви за Юнік. Посмертно отримав звання бригадного генерала.
Молодший із шести дітей у родині. Його дід Неджіп Селмані боровся проти югославської влади у Косові протягом десятиліть. Після закінчення середньої школи у Печі він вирішив переїхати до Хорватії, щоб продовжити своє навчання. У Хорватії він закінчив Загребський університет, де вивчав ветеринарію. Через кілька років Беріша емігрував до Нідерландів.
Незабаром після проголошення незалежності Хорватії та Словенії у Югославії почалася війна, і Беріша, попри гідне життя у Нідерландах, став добровольцем Армії Хорватії. Він провів 539 днів у лавах хорватської армії, був важко поранений.
Кілька вулиць, шкіл та інших установ мають його ім'я у Косові. У серпні 2010 року Беріша посмертно став Героєм Косова, у 2013 році також був посмертно нагороджений орденом Хреста Хорватії.